# 瓦佩洛 (愛達荷州)
瓦佩洛（英語：Wapello）是位於美國愛達荷州賓厄姆縣的一個非建制地區。

## 地理
瓦佩洛的座標為43°14′49″N 112°15′25″W / 43.24694°N 112.25694°W，而該地的平均海拔高度為1386米（即4547英尺）。